# Flaga stanowa Alabamy
Flaga stanu Alabama przedstawia czerwony krzyż św. Andrzeja na białym tle.
Nawiązuje ona do niebieskiego krzyża skośnego (krzyż św. Andrzeja) z flagi bojowej Skonfederowanych Stanów Ameryki. Czerwień symbolizuje pamięć o żołnierzach Południa, którzy przelali za nie krew, a biel – wiarę chrześcijańską.
Przyjęta 16 lutego 1895. Proporcje ustawowe 1:1, w rzeczywistości 2:3.

## Inne stany nawiązujące do tradycji Konfederacji w swoich flagach
- Arkansas
- Floryda
- Georgia
- Missisipi (wersje używane w latach 1894–2020)